# 洛斯帕飛樂團
洛斯帕飛（Lostprophets）是來自英國威爾士龐迪布里德的一組搖滾樂隊，樂團1997年成立至2013年，發行了五張專輯，是唯一完完全全道地的英國樂團，卻流著相當美式的新金屬樂風，沒有濃厚英國腔調或雌雄莫辨的嗓音，就是洛斯帕飛音樂中最大的特色。

## 樂團歷史
1997年，於威爾斯海港加地夫，樂團成軍的開始是由地下獨立樂團Public Disturbance的吉他手Mike Lewis與鼓手Ian Watkins宣布解散後著手創立的新團，之後招募了新成員，分別是第二吉他手Lee Gaze及鼓手Mike Chiplin，而原任鼓手的Ian轉戰主唱職位，全新組合的樂團就在初步四人配合下進行表演，而他們精采的舞台魅力引起金屬雜誌Kerrang注目，樂團受邀參加倫敦的演唱表演，並獲得獨立廠牌Visible Noise的喜愛而簽入旗下錄製單曲，在1999年貝斯手Stuart Richardson加入了樂團，隔年發行獨立廠牌的首張專輯《The Fake Sound Of Progress》，加入了DJ Stepzak為樂團擔任取樣並參與專輯歌曲錄製，樂團接著與聯合公園、音盲樂團、The Used等團作巡迴演出，而成員DJ Stepzak離團，之後加入新團員Jamie Oliver擔任團上的鍵盤手兼DJ，在2001年新金屬完全受到歡迎的美國，樂團幸運地吸引主流大廠索尼音樂的興趣而被簽下，並請來製作人Michael Barbiero將《The Fake Sound Of Progress》重新製作及混音並發行，在美國短時間內賣出10餘萬張，英國則銷售成績優良到掛上金唱片等殊榮。
首張專輯的成功，讓他們大獲全勝的征服美國市場並風光紅回英國，在樂隊完成《The Fake Sound of Progress》的巡演後，他們進行短暫的休息與重整，就開始了在威爾士錄製第二張專輯的工作。後來於2004年推出第二張專輯《Start Something》，專輯一推出就取得了商業上性的成功，在英國專輯榜單上排行第四，銷量達415,000份，在美國的銷量更是多達687,000份，專輯中的《Burn Burn》、《Last Train Home》分別獲得全美搖滾榜Top 9加全英金榜Top 8以及全美搖滾綁Top 6，專輯也讓更多專業雜誌一致推崇。
2005年6月19日，鼓手Mike Chiplin 離隊，加入The Unsung（現名為Accident Music），其餘成員在夏威夷開始為第三張專輯做準備並錄製專輯，後來於2006年推出第三張專輯《Liberation Transmission》，由於鼓手Mike Chiplin的離開，專輯的鼓錄製請到Bob Rock的鼓手Josh Freese錄製專輯當中的十首歌曲，而正式取代原鼓手的新任鼓手，原美國流行龐克團Fenix*TX的Ilan Rubin，錄製了"Everybody's Screaming" 和"For All These Times Son, for All These Times" ，樂隊在加入了新任鼓手後回到威爾士開始小型巡演。
2007年上半年樂隊開始了第四張專輯的製作，原定要在2007年推出，但計畫趕不上變化，專輯的錄製工作延宕至2008年11月才開始，也後來在2010年推出第四張專輯《The Betrayed》，專輯發行之後並取得了英國專輯榜單的第三名，而第二任鼓手Ilan Rubin也離團並加入了九吋釘（Nine Inch Nails），在2009年8月，由來自Beat Union的Luke Johnson加入成為團上的第三任鼓手。
2011年上半年，樂隊在諾爾佛克租了一棟房子作為錄音室，開始錄製第五張專輯，《Weapons》在2012年4月發行，新專輯特別請到Ken Andrews(Beck、Air、Nine Inch Nails)擔綱製作，第一主打〈Bring 'Em Down〉搶下全英搖滾榜Top4。
2012年12月19日，主唱Ian Watkins被指控涉及對未成年女童性侵，Ian Watkins否認涉及性侵之指控，但目前已遭警方羈押入獄，而樂團其他成員也在官方網站宣布他們"休團"，並取消他們未來安排的巡迴演出。
2013年10月1日，除了主唱Ian Watkins，其他五名團員在他們樂團的Facebook專頁發布團體解散聲明，表示將不再參與此樂團的音樂製作或表演活動，洛斯帕飛正式宣告解散。
2014年4月，其他五位團員找來了星期四樂團（Thursday）的主唱Geoff Rickly合作，並正式組成新團體No Devotion。

## 樂團成員

### 現任團員
Ian Watkin – 主唱(1997–2013)

Lee Gaze – 主音吉他，和聲(1997–2013)

Stuart Richardson – 貝斯，和聲(1998–2013)

Mike Lewi – 節奏吉他，和聲(1998–2013)，貝斯(1997–1998)

Jamie Oliver – 鍵盤，合成器，DJ，採樣，和聲(2000–2013)

Luke Johnson – 鼓手(2009–2013)

### 離團成員
DJ Stepzak – DJ, 採樣(1999–2000)

Mike Chiplin – 鼓手(1997–2005)

Ilan Rubin – 鼓手(2006–2009)

## 專輯
- 《The Fake Sound of Progress》（2001年）
- 《Start Something》（2004年）
- 《Liberation Transmission》（2006年）
- 《The Betrayed》（2010年）
- 《Weapons》（2012年）